# Ambasada Serbii przy Stolicy Apostolskiej
Ambasada Republiki Serbii przy Stolicy Apostolskiej – misja dyplomatyczna Republiki Serbii przy Stolicy Apostolskiej. Ambasada mieści się w Rzymie.
Ambasador Serbii przy Stolicy Apostolskiej akredytowany jest również przy Zakonie Kawalerów Maltańskich.